# Клиновъц
Клиновъц или Клиновац (на сръбски: Клиновац или Klinovac) е село в община Буяновац, Пчински окръг, Сърбия.

## История
В края на XIX век Клиновац е село в Прешевска кааза на Османската империя. Църквата „Свети Николай“ е от 1833 година. Според статистиката на Васил Кънчов („Македония. Етнография и статистика“) от 1900 година Клиновац е населявано от 845 жители българи християни. Според патриаршеския митрополит Фирмилиан в 1902 година в Клиновац има 130 сръбски патриаршистки къщи.
По време на Първата световна война Клиново е във военновременните граници на Царство България. Център е на община в Бояновска околия на Кумановски окръг и има 875души.

## Преброявания
- 1948 – 900
- 1953 – 911
- 1961 – 866
- 1971 – 784
- 1981 – 667
- 1991 – 604
- 2002 – 539

## Етнически състав
(2002)
- 527 (97,77%) – сърби
- 1 (0,18) – македонци
- 1 (0,18) – албанци
- 10 (1,85%) – непознато

## Личности
- Архимандрит Данаил - български духовник и обществен деец.[1]
- Владимир Протич (1843-1915) - сръбски духовник и обществен деец